# Juana Doña
Pour les articles homonymes, voir Dona.
Juana Doña Jiménez (Madrid, 17 décembre 1918 - Barcelone, 18 octobre 2003) a été une dirigeante communiste, féministe, syndicaliste et écrivaine espagnole.
Dernière femme condamnée à mort en Espagne, Juana Doña était, pour son ami l'écrivain Manuel Vázquez Montalbán, la « seconde dame du communisme espagnol » après la Pasionaria, Dolores Ibárruri,. Elle participera également à la fondation du Mouvement de libération des femmes (MLF),.

## Biographie
Elle entre aux Jeunesses communistes dès ses quinze ans,, et intègre le Comité Central du Parti Communiste d'Espagne durant la Guerre Civile Espagnole (1936-1939),,. Elle a participé aux combats contre les forces nationalistes de Franco en prenant part à la défense de Madrid avec celui qui allait devenir son mari, Eugenio Mesón, important leader des Jeunesses socialistes unifiées, arrêté après le coup d'état de Segismundo Casado et fusillé par un conseil de guerre franquiste en 1942. En 1940, elle fut une collaboratrice des groupes urbains appelés « Cazadores de ciudad  » dans la Guérilla du Llano.

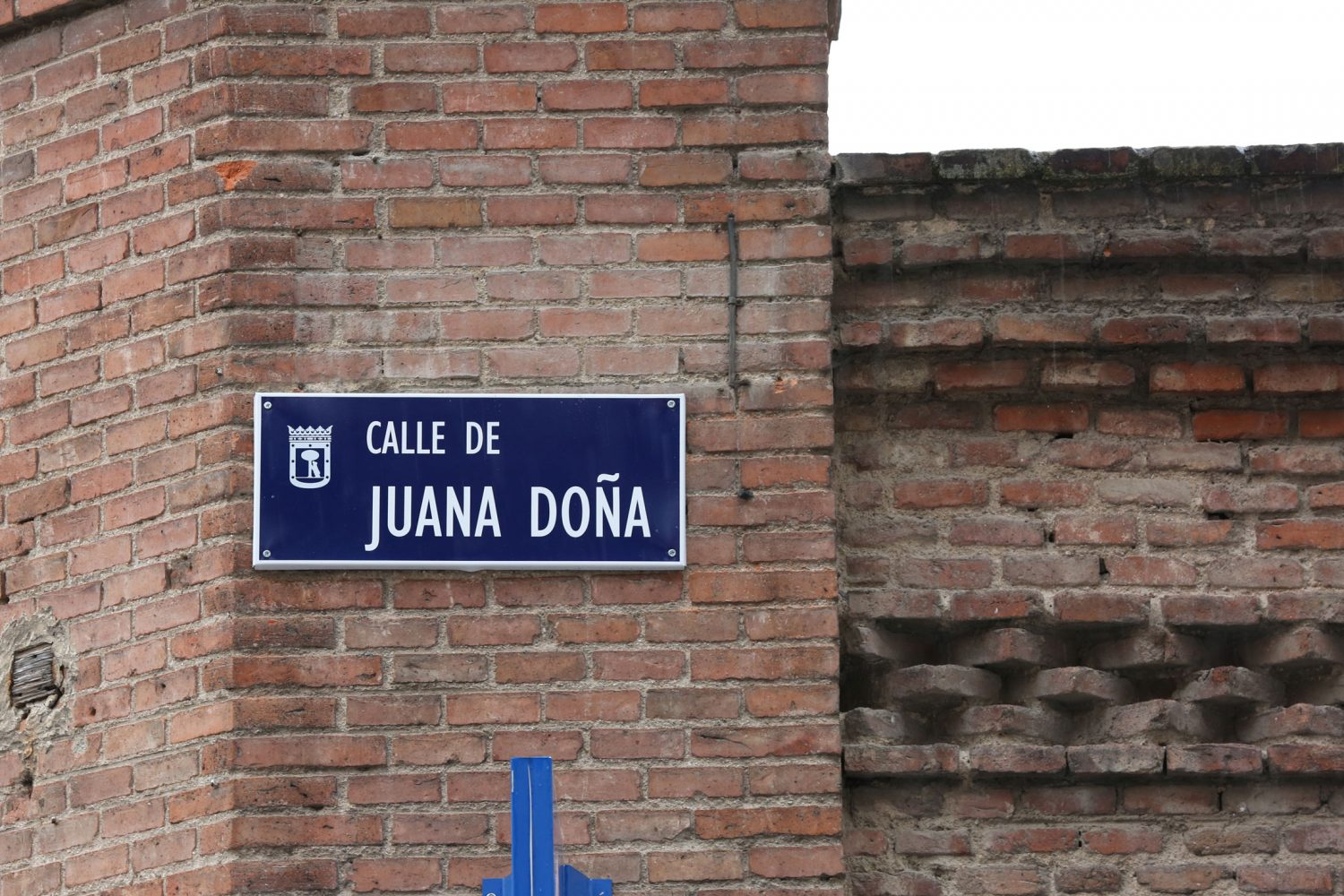
Rue Juana Doña à Madrid.

Elle fut condamnée à mort lors d’un conseil de guerre tenu contre ces groupes en 1945, accusée d'un attentat contre l'ambassade d'Argentine. En 1947, à l'occasion de la visite d'Eva Perón en Espagne, et grâce à son intervention,, sa peine est commuée: elle est condamnée à trente ans de réclusion. Elle resta emprisonnée dix huit ans,. Après sa libération, elle a été activiste au syndicat des Commissions Ouvrières clandestines,,. Après la mort de Franco, pendant la Transition, elle fut candidate du PCE (Trabajadores de Madrid) au Sénat en 1977, et commença sa collaboration à la publication du parti, Mundo Obrero,,, puis s'intégra à l’Organisation révolutionnaire des travailleurs (ORT),. En 1984, elle participa à la fondation du Parti Communiste des Peuples d'Espagne.

## Postérité
En 2018, la mairie de Madrid donne son nom à une rue (appelée jusque-là Bataille de Belchite).

## Publications
- 1977, Mujer.
- 1978, Desde la noche y la niebla (mujeres en las cárceles franquistas), « Depuis la nuit et le brouillard (femmes dans les prisons franquistes) », Prologue d'Alfonso Sastre. Madrid. Ediciones de la Torre.
- 1992, Gente de abajo (no me arrepiento de nada), « Gens d'en bas (je ne regrette rien) », prologue Manuel Vázquez Montalbán. Madrid. A-Z Ediciones y Publicaciones.
- 2002, Témoignage dans le livre de Ricard Ninyes Irredentas : las presas politicas y sus hijos en las carceles franquistas[5].
- 2003, Querido Eugenio (una carta de amor al otro lado del tiempo) « Cher Eugenio (une lettre d'amour à l'autre côté du temps) », prologue de Manuel Vázquez Montalbán. Barcelone. Lumen.